# Ернандо де Сото
Ернандо де Сото (шп. Hernando de Soto; Херез де лос Кабаљерос, Бадахоз 1496. или 1500 — 21. мај 1542, Мисисипи у Арканзасу) био је шпански морепловац, истраживач и конкистадор. Имао је значајну улогу у освајању Панаме, Никарагве и Перуа заједно са Франсиском Пизаром. Његов највећи подухват је експедиција у Северну Америку, данашње САД, где је отишао у потрагу за Елдорадом.
Де Сотови родитељи су били припадници нижег племства из Екстремадуре, сиромашне области из које су млади људи одлазили како би негде другде стекли богаство. После открића нове земље на западу, гласине о њеном сјају и богаству су биле превише примамљиве. Де Сото је испловио у Нови свет 1514. са првим гувернером Панаме Педром Аријасом де Авилом.
Његова храброст, непоколебљива оданост и лукави планови за уцењивање домородачких села ради откупа заробљених поглавица су постали де Сотово обележје током покоравања Средње Америке. Такође је стекао славу као одличан коњаник, ратник и командант, али је упамћен и по својој изузетној бруталности.

## Младост
Тачан датум рођења Ернанда де Сота није познат. Он сам је 1535. говорио да му је око 35 година, а 1536. тврдио је да му је око 40 година. Већ као 14-годишњак је, захваљујући добрим породичним везама, отишао у Нови свет. Де Сото је био другорођени син, од четворо деце идалга Франсиска Мендеза де Сота и Леоноре Аријас Тиноко. Де Сото је знао да не може рачунати на своју породицу што се материјалне потпоре тиче, па је пошао „трбухом за крухом”. Помогао му је рођак Педро Руиз де Сото, познати учесник у реконкисти Севиље.
Де Сото је одрастао у тешким условима, у сиромаштву и немаштини, у покрајини Екстремадура, која се граничила са маварским територијама, те су уједно њени становници били присиљени да се од малих ногу уче ратничким вештинама. Имајући то у виду, није случајност што су најпознатији конкистадори и колонизатори потицали баш из Екстремадура — Ернан Кортес, Франсиско Пизаро и Васко Нуњез де Балбоа.

## Почетак у Новом свету
Године 1514. Де Сото је био члан експедиције Педра Аријаса де Авиле, званог Педраријас Давила, чији је циљ била шпанска колонија Панама. Са собом је имао само штит и мач. Одушевљен де Сотовом храбрости, Педраријас му је 1516. доделио чин капетана коњичког ескадрона. Године 1523. учествује у експедицији конкистадора Франсиска Ернана де Кордобе на којој су биле откривене и колонизоване Никарагва и Хондурас. Де Сото се показао као изузетан коњаник, борац и стратег али и као врло бруталан и немилосрдан према домороцима. У Никарагви се сукобио са Шпанцем Хилом Давидом Гонзалесом, који се борио за власт над Никарагвом против де Сотовог заповедника Давиле. Давила и де Сото су победили.

## Прва самостална експедиција и поход са Франсиском Пизаром
Године 1528. де Сото је повео своју прву експедицију дуж обале мексичког полуострва Јукатан, где је отишао у потрагу за прелазом из Атлантског океана у Пацифик (Тихи океан). У међувремену је такође учествовао у откривању Перуа у експедицији коју је предводио Франсиско Пизаро. Де Сото је такође открио град Кахас. Са групом од 50 војника пронашао је пут Инка, који је водио према престоници Инка, Куску. Био је први Европљанин који је упознао краља Инка, Атауалпу. Године 1532. дошло је до битке код Кахамарке, где је Франсиско Пизаро поразио Инке и ухватио Атауалпу. Де Сото је ипак сачувао добре односе са Атауалпом. До разлаза са Пизаром је дошло због поделе новоосвојених Анда и због убиства Атауалпе, ког је Пизаро ипак убио, иако је овај платио откуп који је Пизаро тражио.

## Повратак у Шпанију
Де Сото се вратио у Шпанију 1536, са својим делом плена у злату (510 килограма), које су Шпанци запленили Инкама. У Шпанији је дочекан као јунак из битке код Куска. Године 1537. оженио се у Севиљи, и основао дом и породицу. Његова жена је била ћерка Алонса Давиле, Инес де Бобадиља, која је потицала из веома угледне севиљанске породице и која је имала добре везе на двору Карла V.
Пошто је де Сото био упознат са богатством Перуа и извештајем Алвара Нуњеза Кабезе де Ваке, желео је да истражи и Флориду, где је претпостављао да се налазе слична богатства. Де Сото је у Флориди видео прилику да стекне славу попут Пизара и Кортеса, те је продао сву робу коју је имао како би опремио експедицију. Карло V га је прогласио гувернером Кубе и свих земаља северно од Мексика.

## Експедиција на Флориду (1538—1542)

### Долазак на Флориду
На Флориду је кренуо 18. маја 1539. преко Хаване. После неколико дана пута, 25. маја 1539. де Сото стиже на западну обалу Флориде, код данашњег града Тампа Беј заједно са 620 људи, 12 свештеника (8 секуларних свештеника, два доминиканца, један фрањевац, један тринитријанац), 220 коња у девет бродова (пет великих једрењака, две бригантине, две каравеле). Кад се искцао на обалу, тој територији је дао име по Светом духу — Еспириту Санто (шп. Espíritu Santo). Хтео је да крене у колонизацију територије, као што је то урадио у Куску, међутим испоставило се да су неки Индијанци са те територије већ били покрштени, што је био резултат претходне експедиције Панфила де Нарваеза који је на Флориду стигао 1527. Ернандо де Сото је са собом понео све ствари неопходне за колонизацију — алат, столаре, мајсторе, фармере, домаће животиње, семе житарица итд. Већина досељеника су били једноставни људи, који су по први пут били у Новом свету или људи са дна друштвене лествице.
У исто време, мексички вице-краљ Антонио де Мендез шаље експедицију на челу са Франсиском Вескезом де Коронадом на територије које је описао Кабеза де Вака шпанском краљу. Циљ експедиције је био пронаћи Седам градова од злата, тако да је де Сото добио конкуренцију.
Нажалост, тачан пут по коме је кренула де Сотова експедиција није познат. Претпоставља се да је Ернандо де Сото прешао територије Мисисипија, Арканзаса, Оклахоме и Тексаса. Такође постоје индиције да је ишао преко Кентакија и Индијане и да је стигао до Великих језера. Једино место где се може са сигурношћу тврдити да га је де Сото посетио је село Анхајка на Флориди, где постоје археолошки докази о томе.

### Према унутрашњости
Проблеми са експедицијом су почели већ на Флориди, јер су уместо очекиваног злата наишли само на гомиле комараца. Такође је клима, за разлику од Перуа, била врло топла и влажна што се веома лоше одразило на здравље чланова експедиције. Де Сото је са собом водио и Индијанце из других племена који су били врло лоше примљени од стране локалних домородаца који су пре доласка де Сота већ имали лоше искуство са конкистадором Панфилом де Нарваезом. Де Сото такође није имао милости према домороцима. На свом путу кроз индијанске територије, спаљивао је домородачка села, отимао храну и хапсио сеоске поглаваре, жене су биле силоване а мушкарци одвођени на присилни рад или су их у најбољем случају, користили као водиче.
Де Сотовој експедицији је знатно помогао Хуан Ортиз, кога су Индијанци заробили док је на Флориди тражио експедицију Панфила де Нарваеза. Након што је ослобођен, придружио се де Сотовој експедицији. Ортиз је провео са домороцима 10 година пре што је дошла де Сотова експедиција, па је тако врло добро познавао територију, навике, језик и обичаје Индијанаца, те је постао де Сотов водич. Као натурилизован Индијанац, Ортиз се облачио као они и био врло близак са Индијанцима (нарочито до племена Паракоксија).
Други одважни де Сотов водич је био 17-годишњи Индијанац, кога су Шпанци назвали Педро, и потицао је из данашње Џорџије. Педро је говорио више индијанских дијалеката те је могао да комуницира са Ортизом. Педро (Перико) је био де Сотов водич од 1540.
Де Сотова експедиција је провела прву зиму поред језера Талахаси на Флориди. Ту се налазио и залив по имену Залив коња, зато што су ту људи из Нарваезове експедиције морали да једу коње да би преживели. То је и једино место за које су археолози сигурни да је де Сото туда прошао.

### 1540 — Пут према северу и битка код Мовиле
Де Сото је пут наставио северно према Апалачким планинама. За собом су остављали опустошене и спаљене индијанске насеобине. Шпанци су ретко трговали са индијанцима за храну, а чешће су је отимали на силу и при томе уништавали села.
На путу су прешли Џорџију, Јужну Каролину, Северну Каролину и Тенеси. Пошто је сазнао да се злато налази у племену Кофитаћеки, де Сото се удружио са њиховим непријатељима, Окутима, и кренуо ка Јужној Каролини. Приликом дугих и исцрпљујућих маршева стигли су до територије које су и водичима Педрику и Ортизу биле непознате. Ипак у мају су пронашли то племе на територији данашње Јужне Каролине.
Шпанци су упркос насилном понашању, били примљени пријатељски. Принцеза племена Кофитаћеки је предала неке вредне ствари Шпанцима али они су захтевали све злато са њихових светих места. Кад су Шпанци сазнали да су уместо злата наишли на бакарне предмете, преокренули су читаво насеље племена и однели све што је било иоле вредно а индијанску принцезу су заробили како би себи осигурали сигуран пролазак кроз Јужну и Северну Каролину, Џорџију и Алабаму.
Пут их је довео у Алабаму, где се у месту Мовила, према причама Индијанаца, налазило пуно злата. Тамо су упали у заседу индијанског племена Чокто, које је предводио поглавица Таскалуса. У тешкој борби, Шпанци су се пробили и напали град. Битка је трајала девет сати и погинуло је 20 Шпанаца, скоро сви су били рањени и још двадесеторо њих је умрло следећег дана. Сви Индијанци су били побијени — њих 2.000 до 6.000 је погинуло у бици, неки су извршили самоубиство а остатак је погубљен и Мовила је спаљена.
Упркос победи, Шпанци су изгубили 40 коња и већину накупљеног блага. Стање експедиције било је врло лоше, већина је била рањена или болесна, остали су без опреме и кретали се у непознатим крајевима окружени непријатељским расположеним домороцима. Након битке код Мовиле остала домородачка племена гледала су на Шпанце с неповерењем. Због све учесталијих напада Индијанаца, Шпанци су желели да што пре стигну до обале и да се врате на Кубу, али де Сото је још увек имао освајачке амбиције. Ту зиму су провели у Чичаси, данашњем Мисисипију.

### Путовање према западу, откривење реке Мисисипи и повратак
Експедиција је наставила према северу где су наишли на племе Чикасо. Де Сото тражио од њих 200 мушкараца који би служили као носачи али Чикасави су то одбили и током ноћи су напали шпански камп. Шпанци су том приликом једва извукли живу главу — изгубили су још 40 људи и остатак опреме. Ипак су се некако спасили и побегли.
Дана 8. маја 1541. де Сото стиже до реке Мисисипи. Био је први Европљанин који је донео вести о постојању реке Мисисипи, међутим, није сигурно да је заправо био и први Европљанин који је дошао до реке Мисисипи. Де Соту та велика река представљала је огромну препреку — требало му је месец дана да је пређе на скелама заједно са 400 Шпанаца. Даље је наставио пут према Арканзасу, Оклахоми и Тексасу. Трећу зиму је провео у месту Аутиамик (Autiamique) код реке Арканзас.
Зима је била јака и оштра. Када је дошло пролеће, експедиција је наставила пут. Како је Ортиз умро, експедиција се кретала помало наслепо. Комуникација са Индијанцима је била отежана. Експедиција је стигла до реке Кедо где су се суочили са ратоборним племеном Туле. Шпанци су их сматрали најопаснијим од свих Индијанаца. До битке је дошло у теснацу Кедо (енгл. Caddo Gap), Арканзас, где и данас стоји споменик. Након битке, Шпанци су се вратили у Мисисипи.

### Смрт Ернанда де Сотоа
Де Сото, након пет дана боловања, умире од високе температуре 21. маја 1542. на западним падинама Мисисипија, у индијанском селу Гуачоја (енгл. Guachoya), поред данашњег града Макартур. Пошто су Шпанци знали да су Индијанци сматрали де Сотоа неком врстом бога и да је као такав требало да буде бесмртан, уплашили су се њихове реакције. Како би прикрили де Сотову смрт, умотали су га у платно, везали за њега камење и бацили га у реку Мисисипи.

### Повратак експедиције у Мексико Сити
Де Сотова експедиција је провела три године на Флориди и при томе није остварила жељени циљ — нису пронашли злато нити су успели да колонизују нове земаље. На путу су изгубили пола свог људства, већину коња (који су били најважније средство застрашивања Индијанаца). Вратили су се поцепани, рањени и скршеног морала.
Након смрти де Сота, експедиција је пропала и постојале су две опције како се вратити назад. Прва је била да направе бродове и спусте се дуж Мисисипија, а друга опција је била да крену преко Тексаса назад у шпанску колонију Мексико Сити. Пошто су сматрали да би градња брода била предуга и пловидба кроз Мексички залив превише ризична, одлучили су се за опцију копном према југозападу. Међутим, због ненасељених подручја у том правцу и недостатка хране вратили су се до Мисисипија. Тамо са сакупили све гвоздене предмете, излили из њих ексере и направили бродове. У јулу су се спустили бродовима низ Мисисипи и након две седмице наишли су на прве проблеме са Индијанцима који су их нападали и следили реком у кануима. Неко ефективно оружје Шпанцима није остало па су се само бранили штитовима. Ипак је од отровних стрела умрло 11 Шпанаца и доста њих је рањено.
Након доласка на ушће реке Мисисипи, пловили су уз копно према југозападу. Педесет дана касније стижу до реке Пануко и истоименог граничног града шпанских колонија. Тамо су се задржали месец дана. Међу Шпанцима је дошло до сукоба, јер су неки сматрали да су се пребрзо вратили празних руку, без злата. Дошло је до физичког обрачуна у коме је погинуло њих седморица.
Ипак су пут наставили до Мексико Ситија, где им је вице-краљ Дон Антонио де Мендоза понудио да организују још једну експедицију назад на Флориду. Само су неки пристали.
Од 620 Шпанаца који су кренули у експедицију, само њих 311 је преживело ову експедицију и населило се у шпанским колонијама Новог света, Мексику, Перуу, Куби.

## Последице експедиције
За многе, резултат више од 6.500 километара дуге експедиције је био катастрофалан. Ни један циљ који је постављен на полетку није био остварен — нити су нашли злато, нити су основали нове колоније.
С друге стране, експедиција је била од великог значаја за Северну Америку. Одбегли коњи које су Шпанци довели су се умножили и од њих су настали северноамерички мустанзи. Шпанско оружје и суровост нису могли да се пореде са оним што су им Шпанци оставили — вирусе европских болести на које Индијанаци нису били имуни и који су у кратком року покосили читаве народе. Нека подручја куда су Шпанци прошли остала су сасвим пуста. Преживели Индијанци су бежали од места где су владале заразе тако да је такоше дошло и до значајних демографских промена.
Добре стране су биле нова географска, биолошка и етнолошка сазнања које Европа до тада није имала. Де Сотова експедиција је била прва која је Европи донела вести о друштвеном и племенском уређењу северноамеричких Индијанаца. Европа је упознала Чикасаве, Тимуке, Туле, Алабаме, Хичите, Черокије, Чикасаве, Семиноле, Апалаче, Коктаве и остала индијанска племена. Де Сотови људи су били први и последњи који су видели првобитно стање култура уз реку Мисисипи.
Де Сотова мисија је навела шпанску круну да размисли о ширењу колонија северно од Мексика, где је Де Сото био први Европљанин.
Многе од територија којима је прошао Ернандо де Сото носе име њему у част. Област где је наводно умро се данас зове Округ Де Сото (Луизијана). Такође се по њему називају територије у Луизијани и на Флориди.